# 大宮町 (屏東市)

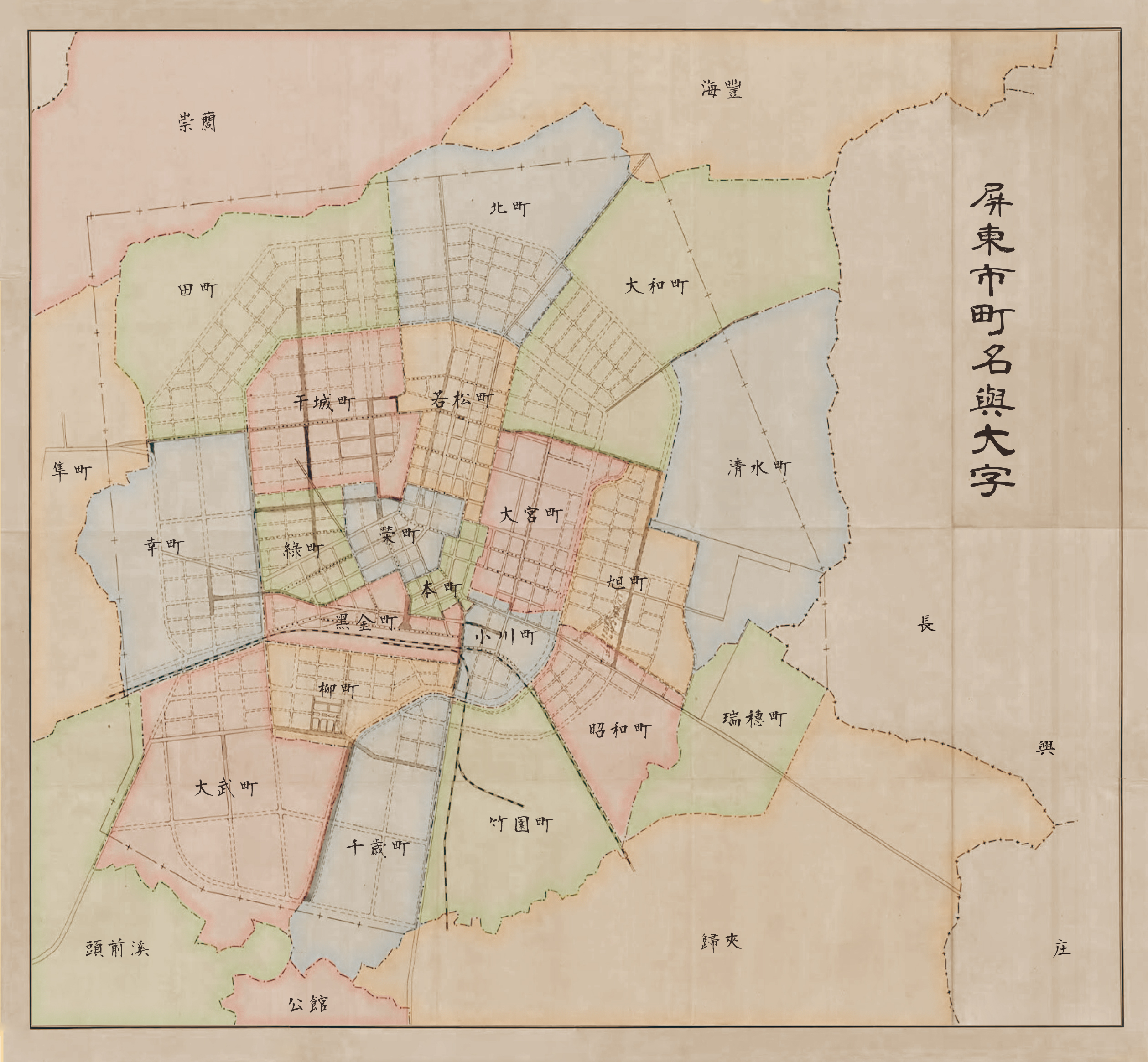
屏東市町名與大字

大宮町為屏東市在台灣日治時期的一個行政區，分為三丁目，於1939年4月1日設立，為屏東市的21個町之一。其於阿緱街在1918年提出的町名改正構想中已出現，町名源自町內的阿緱神社。1939年設立的大宮町，包含1918年公布的大宮町、富士見町、楠町北側之區域。大宮町的範圍為現今地籍公園段一至三小段，大約為興樂里、安樂里、福豐里、平和里北側和楠樹里北側。

## 町內設施

阿緱神社

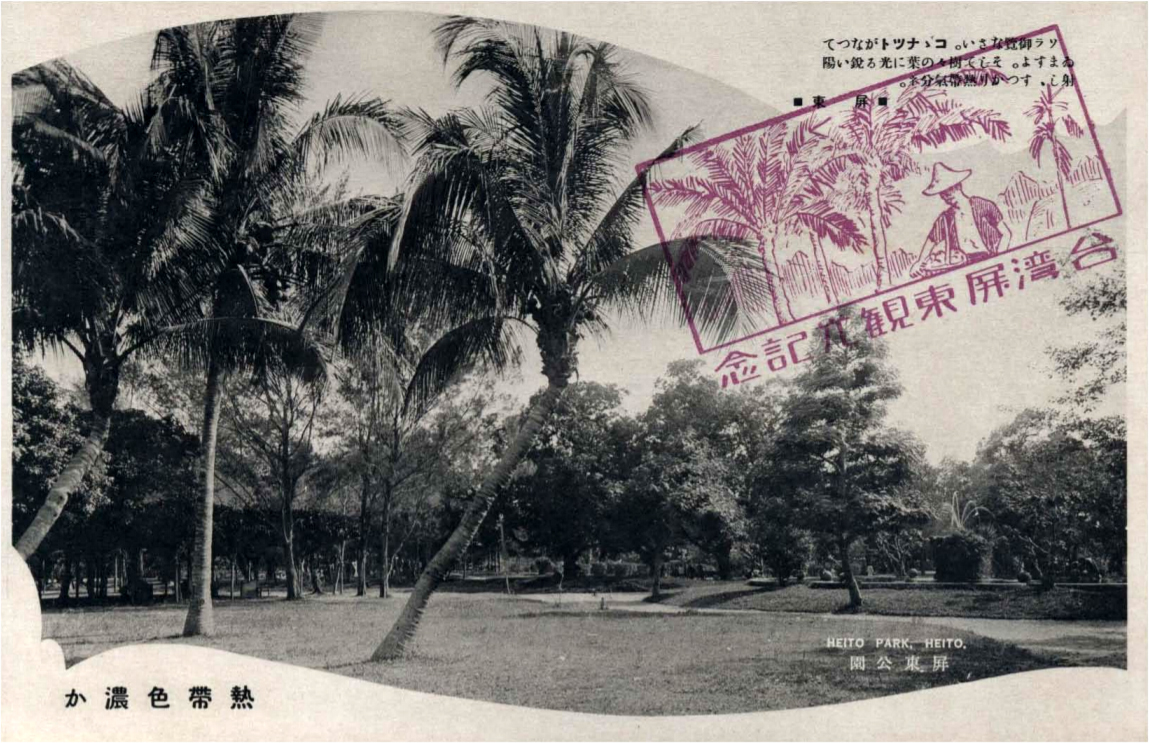
屏東公園一景

- 阿緱神社

- 屏東公園

- 高雄州立屏東高等女學校（今屏東女中）
- 屏東市大宮公學校（今仁愛國小）
- 屏東市公設質舖
- 屏東劇場
- 台灣酒罈統制株式會社屏東出張所
- 曹洞宗護國院